# Flecchia (Pray)
Flecchia è una frazione del comune di Pray situata a 582 m s.l.m. Prima di essere aggregata a Pray il paese fu capoluogo di un comune autonomo del Biellese centro-orientale.

## Toponimo

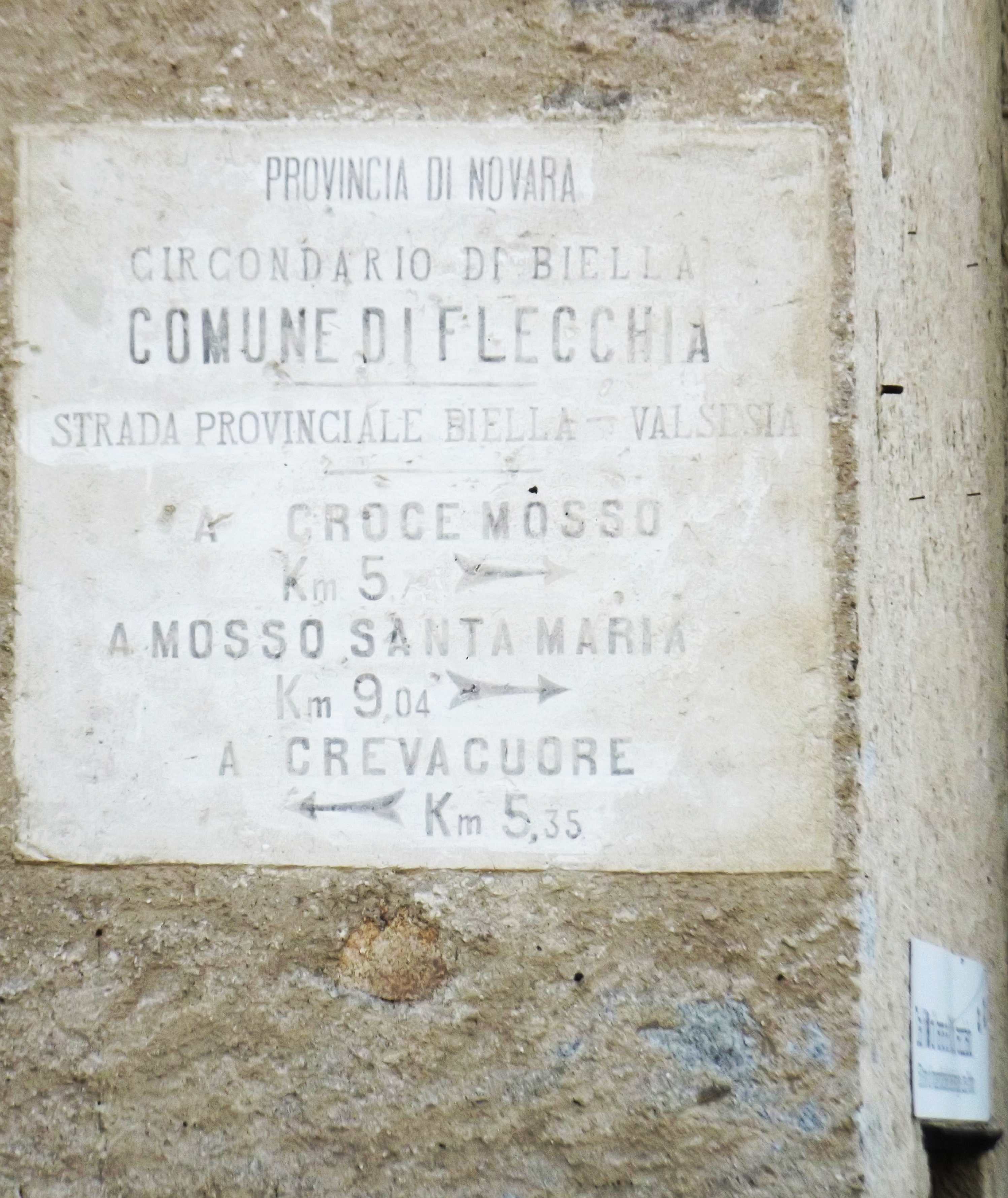
Vecchie indicazioni stradali sul lanificio Zignone (Fabbrica della ruota).

Il comune veniva un tempo denominato Flechia oppure Felicetum Libicorum.

## Storia

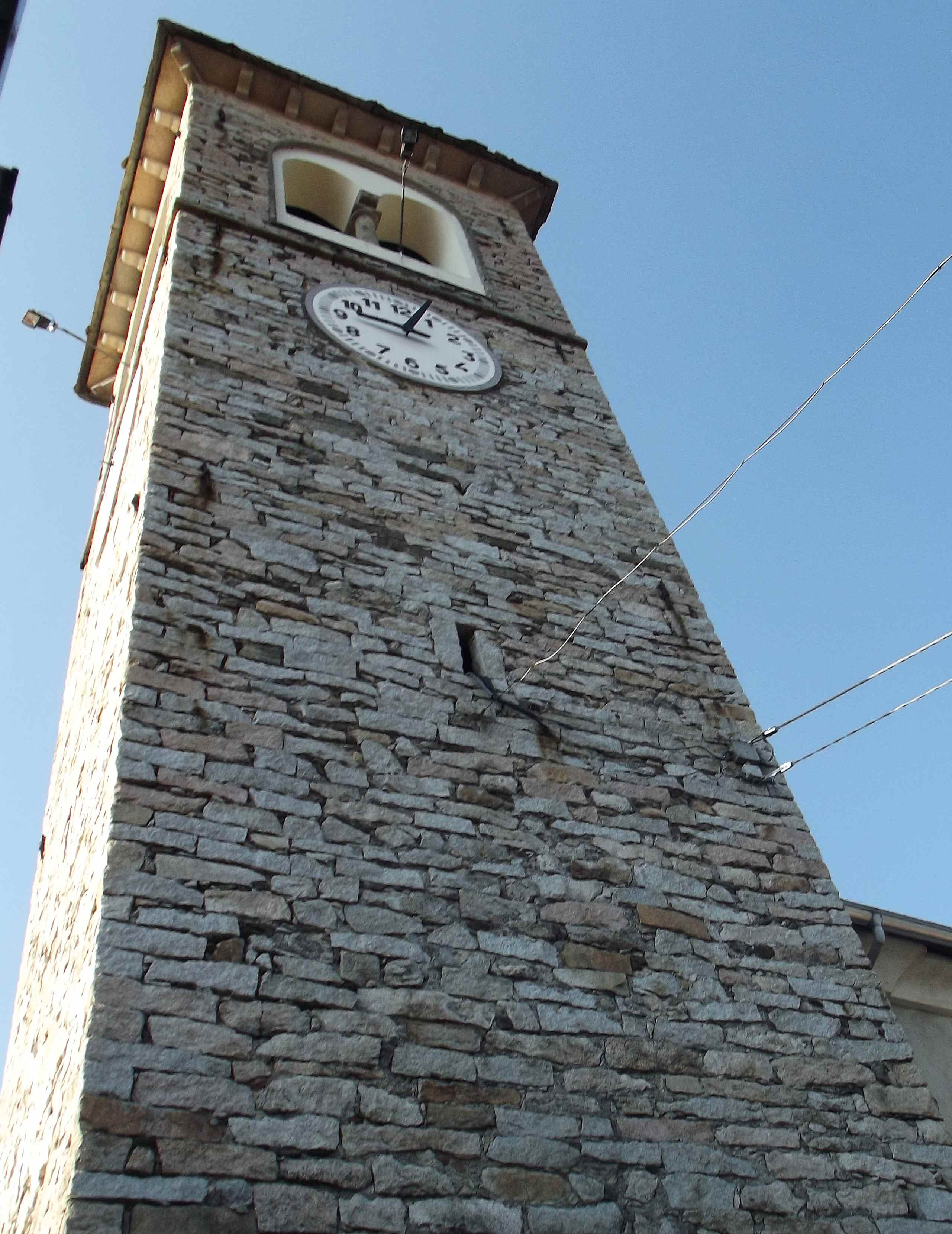
La torre campanaria

Nel 1305 il paese subì gravissimi danni nel corso degli scontri che coinvolsero i seguaci di fra Dolcino, che lo incendiarono.
L'autonomia religiosa venne ottenuta da Flecchia nel 1438, anno di costituzione della parrocchia.
Il comune fu assorbito in quello di Pray nel 1928.
Il codice ISTAT del comune soppresso era 002816, il codice catastale (valido fino al 1983) era D632

## Edifici di pregio

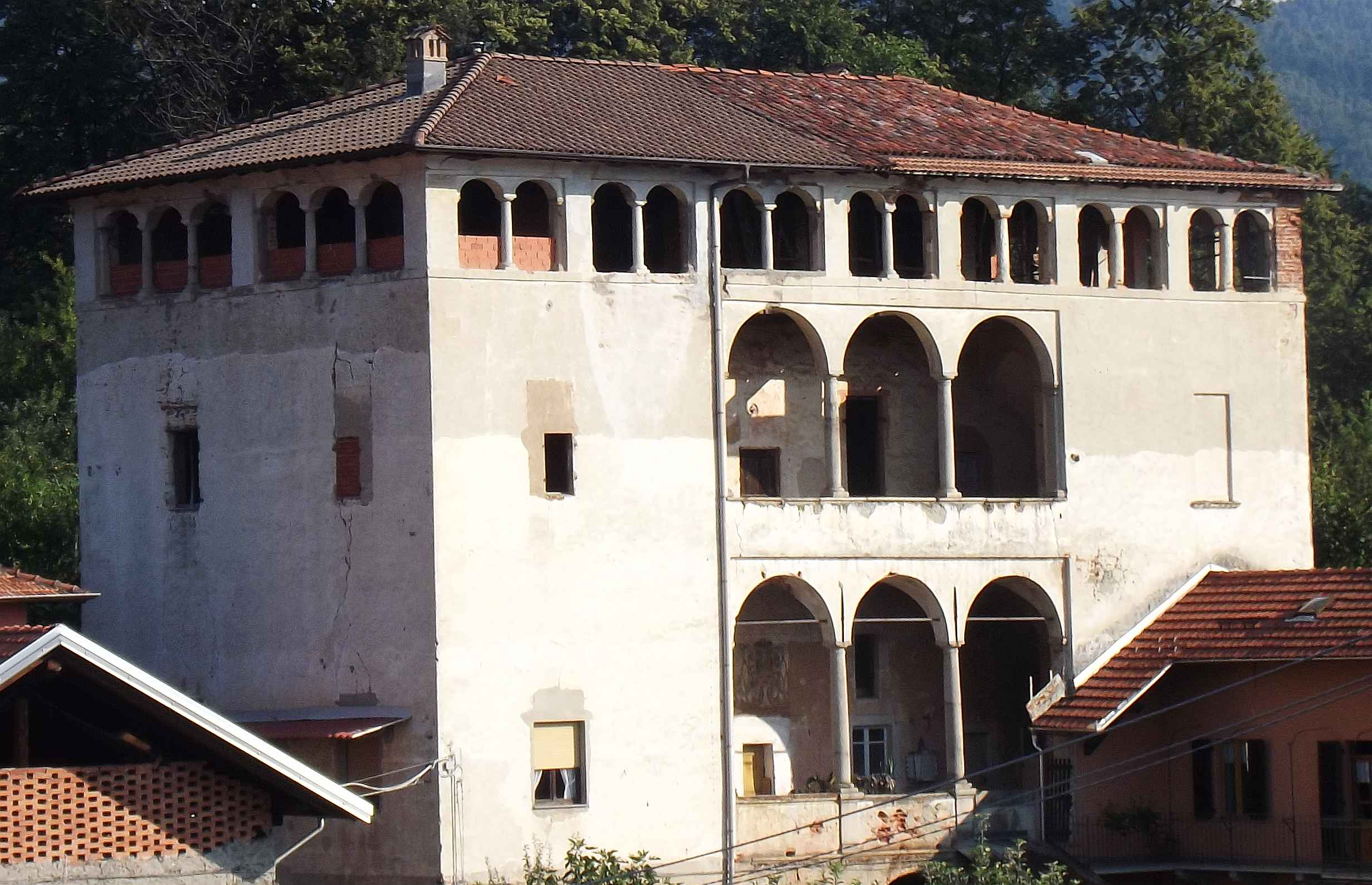
Il palazzo Rizzi

- Il Palazzo Riccio (o palazzo Rizzi): il palazzo, che domina il paese, fu costruito nel XVII secolo sui resti di una fortificazione medioevale.[7].
- Parrocchiale di Sant'Ambrogio, che assunse la sua forma attuale nel Seicento.
- Tra le manifatture nell'ex-comune di Flecchia è da ricordare la Fabbrica della ruota (ex Lanificio Zignone), attualmente struttura recuperata nell'ambito dell'Ecomuseo del Biellese anche per ospitare mostre ed eventi sui temi della storia industriale e culturale dei luoghi.

## Infrastrutture e trasporti
Fra il 1908 e il 1935 Flecchia fu servita da una fermata della Ferrovia Grignasco-Coggiola.